# 王志慧
王志慧（1964年11月13日—），小名小屯，生於台灣台北市，籍貫河北省，台灣知名已故作家李敖的妻子。

## 生平
1985年，就讀護理學校時，在公車站牌前等車，有著一雙美腿的她擄獲了李敖的目光，李敖於是前往搭訕，發現她在看李敖的書，李敖浪漫地默寫了昔年的獄中作品《忘了我是誰》送給她，兩人交往，李敖暱稱她為「小屯」，在李敖的建議下，王志慧通過插班考，進入中國文化大學中文系就讀、後轉學至中興大學中文系，1987年畢業。在畢業後，她曾在南港國中擔任國文老師。
王志慧與李敖論及婚嫁時，其父母嚴厲反對，認為李敖不但比她年長三十歲，足夠當她祖父，而且還花名在外，非常不可靠。她誓言：「如果不嫁給李敖，我就一輩子不嫁！」王志慧的父母只好同意兩人成婚。
1992年與李敖結婚，之後專心成為家庭主婦。

## 家族
1992年8月3日，她的長子李戡出生。1994年11月23日又生一女李諶。